# 메데

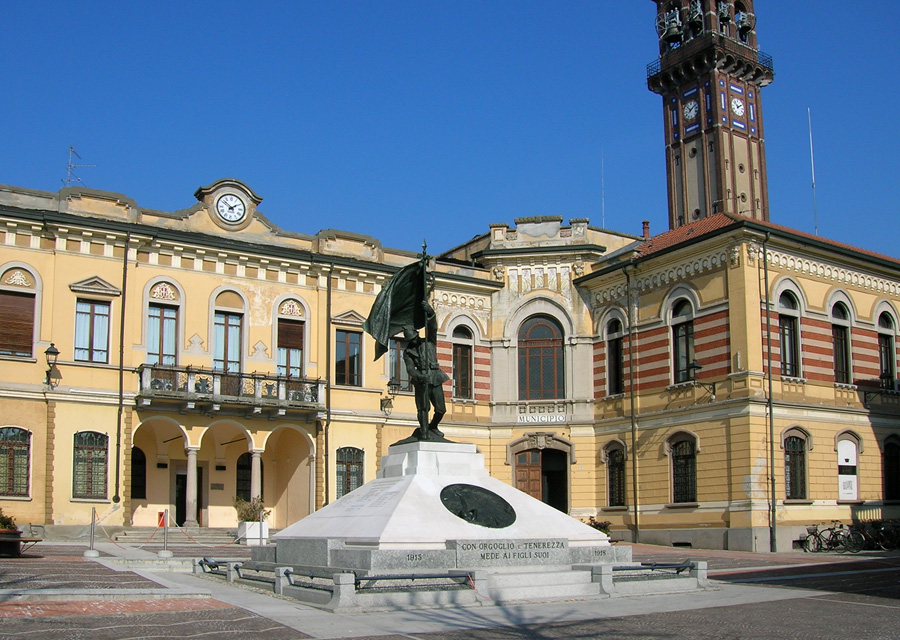

메데(Mede)는 이탈리아 롬바르디아주 파비아도의 코무네이다. 밀라노에서 남서쪽으로 약 50킬로미터 지점, 파비아에서 남서쪽으로 약 35킬로미터 지점에 위치해 있다. 2004년 12월 31일 기준으로, 인구 수는 6,993명이며 면적은 33.4 제곱 킬로미터이다.